# Nordkoreas historie
Nordkoreas historie tager sit udgangspunkt i tiden inden 2. verdenskrig.
Korea var mellem 1905 og 1945 besat af Japan. Da Japan kapitulerede, overgav nordkoreanerne sig til Sovjetunionen, mens sydkoreanerne overgav sig til USA. Landet blev delt ved 38. breddegrad pr. 15. august 1945, der er nationaldag befrielsesdag i begge lande. I 1947 oprettede kommunisterne, ledet af Kim Il-sung, en kommunistisk stat i nord med Pyongyang som hovedstad. Oprettelsen skete med støtte fra Sovjetunionen og Kina, mens Sydkorea dannede en midlertidig nationalforsamling støttet af USA. FN opfordrede til forsoning og til at søge en forening af hele den koreanske halvø.
FN-overvågede valg lod sig kun gennemføre i Sydkorea, hvor ikkekommunistiske partier vandt, til trods for at også disse valg er omstridte. Efter egne etpartivalg i Nordkorea proklamerede Kim Il-sung oprettelsen af Den demokratiske folkerepublikken Korea (DFRK/Nord-Korea).

## Koreakrigen
Den 25. juni 1950 angreb og erobrede Nordkorea det meste af Sydkorea. En FN-styrke blev oprettet under amerikansk ledelse og med deltagelse af 16 nationer, der i blandt norske sanitetsstyrker, for at slå angrebet tilbage. Dette var indledningen til Koreakrigen.
De første måneder af krigen blev udkæmpet i et blodbad langs grænsen mellem nord og syd, omtrent på den 38. breddegrad. FN-styrken kunne i oktober 1950 tilbagevinde Seoul og befriede Pyongyang. I 1951 kom en kinesisk hær af bevæbnede bønder over grænsen og pressede FN-styrken tilbage. I januar 1951 havde Nordkorea generobret Seoul og store dele af Nordkorea. USA iværksatte en kraftig offensiv og pressede de nordkoreanske soldater tilbage til den 38. breddegrad, hvor fronten stabiliserede sig i 1953. USA og Nordkorea forhandlede sig til enighed om at danne en demilitariseret zone langs den 38. breddegrad som grænse mellem Nord- og Sydkorea. En fredsaftale er aldrig blevet undertegnet, så formelt set er Nord- og Sydkorea fortsat i krig med hinanden.
Under krigen blev også omkring 1 million nordkoreanske civile dræbt. desuden var store dele af militæret ødelagt. Sydkorea fik ligeledes store skader under krigen, og omkring 350.000 sydkoreanske civile mistede livet.

## 1953-1991
I 1954 blev der udarbejdet en treårsplan for at opbygge industrien i Nordkorea efter krigen. Da treårsplanen viste sig at fungere, blev der udarbejdet en femårsplan fra 1957 til 1961 og en syvårsplan fra 1961 til 1967. Planøkonomien var bygget på, at folket selv skulle bestemme hvor meget, som skulle produceres.
Nordkorea støttede sig til Sovjetunionen, og "præsident på livstid" Kim Il-sung tog afstand fra den store og proletariske kulturrevolution under Mao Zedong.
I 1970-erne indførte Kim Il-sung en politisk doktrin kaldet juche. Juche går i hovedsagen ud på selvforsyning med varer og tjenester. Juche er fortsat i brug, og endnu i dag forsøger Nordkorea at holde sig selvforsynende med mad. Økonomisk blev landet imidlertid helt afhængig af støtte fra Sovjetunionen.
Pyongyang var blevet alvorligt ødelagt under Koreakrigen. Efter krigen blev byen bygget op igen som en idealby i stalinistisk stil. Store byggeprojekter blev gennemført i løbet af årene, for eksempel startede i 1987 bygningen af det, som skulle blive verdens højeste hotel, Ryugyong Hotel, men efter, at pengene fra Sovjetunionen udeblev efter 1991, blev det aldrig færdigbygget.
Forholdet til Sydkorea er forblevet anspændt hele tiden. Attentatforsøg på sydkoreanske statsledere i 1968, 1974 og 1983 blev tilskrevet Nordkorea. Tunneler fra nord under den demilitariserede zone for en eventuel invasionsstyrke blev opdaget flere gange.

## Efter 1991
Med Sovjetunionens opløsning i 1991 mistede Nordkorea den helt nødvendige økonomiske støtte derfra, og det markerede et skel i landets økonomiske historie. Kim Il-sungs død den 8. juli 1994 var forholdsvis af mindre betydning, selv om den har haft enorm betydning for nordkoreansk propaganda. Sønnen Kim Jong-il blev udnævnt til statsoverhoved og overtog styringen af landet.
Den dårligere økonomiske situation gjorde sig gældende i årene 1995 til 1998, da Nordkorea blev ramt af en omfattende hungersnød. Nordkoreanske myndigheder bekræftede, at over 200.000 af landets indbyggere døde af sult i denne periode. Men skøn fra andre aktører eller organisationer er langt højere: fra 600.000 til 3,5 millioner døde. Nordkorea blev nødt til at bede omverdenen om hjælp, og landet er forsat afhængig af international hjælp for at kunne føde befolkningen. Ifølge Amnesty International led 13 millioner nordkoreanere af underernæring i 2003.
Som første sydkoreanske leder besøgte Kim Dae-jung i 2000 Nord-Korea og mødtes med Kim Jong-Il. Samme efterår blev Kim Dae-jung tildelt Nobels fredspris.
Den 9. oktober 2006 foretog Nordkorea test med atomvåben i en underjordisk detonation. Dette mødte kraftig kritik fra FN og store dele af verden. Nordkorea underskrev samme år en aftale med Sydkorea, USA, Rusland, Kina og Japan, hvori Nordkorea forpligtede sig til at lukke Yongbyon-atomreaktoren mod til gengæld at få økonomisk hjælp og energi.
I 2010 bombarderede nordkoreanske styrker øen Yeonpueong i Sydkorea.